# AG2R La Mondiale 2017
Questa voce raccoglie le informazioni riguardanti la squadra ciclistica AG2R La Mondiale nelle competizioni ufficiali della stagione 2017.

## Organico

### Staff tecnico
GM=General manager; DS=Direttore sportivo.
|  | Naz.                | Ruolo | Sportivo            |  |  |  |
|  | ------------------- | ----- | ------------------- |  |  |  |
|  | Francia (bandiera)  | GM    | Vincent Lavenu      |  |  |  |
|  | Francia (bandiera)  | GM    | Philippe Chevallier |  |  |  |
|  | Francia (bandiera)  | GM    | Véronique Alanos    |  |  |  |
|  | Francia (bandiera)  | DS    | Laurent Biondi      |  |  |  |
|  | Francia (bandiera)  | DS    | Stéphane Goubert    |  |  |  |
|  | Francia (bandiera)  | DS    | Didier Jannel       |  |  |  |
|  | Francia (bandiera)  | DS    | Julien Jurdie       |  |  |  |
|  | Lituania (bandiera) | DS    | Artūras Kasputis    |  |  |  |
|  | Francia (bandiera)  | DS    | Gilles Mas          |  |  |  |

### Rosa
|  | Naz.                   |  | Sportivo                     | Anno |  |  |
|  | ---------------------- |  | ---------------------------- | ---- |  |  |
|  | Lituania (bandiera)    |  | Gediminas Bagdonas           | 1985 |  |  |
|  | Belgio (bandiera)      |  | Jan Bakelants                | 1986 |  |  |
|  | Francia (bandiera)     |  | Rudy Barbier                 | 1992 |  |  |
|  | Francia (bandiera)     |  | Romain Bardet                | 1990 |  |  |
|  | Francia (bandiera)     |  | Julien Bérard                | 1987 |  |  |
|  | Francia (bandiera)     |  | François Bidard              | 1992 |  |  |
|  | Francia (bandiera)     |  | Mikaël Cherel                | 1986 |  |  |
|  | Francia (bandiera)     |  | Clément Chevrier             | 1992 |  |  |
|  | Francia (bandiera)     |  | Benoît Cosnefroy (stagista)  | 1992 |  |  |
|  | Germania (bandiera)    |  | Nico Denz                    | 1994 |  |  |
|  | Francia (bandiera)     |  | Aurélien Doleatto (stagista) | 1992 |  |  |
|  | Francia (bandiera)     |  | Axel Domont                  | 1990 |  |  |
|  | Francia (bandiera)     |  | Samuel Dumoulin              | 1980 |  |  |
|  | Francia (bandiera)     |  | Hubert Dupont                | 1980 |  |  |
|  | Francia (bandiera)     |  | Julien Duval                 | 1990 |  |  |
|  | Norvegia (bandiera)    |  | Sondre Holst Enger           | 1993 |  |  |
|  | Svizzera (bandiera)    |  | Mathias Frank                | 1986 |  |  |
|  | Lussemburgo (bandiera) |  | Ben Gastauer                 | 1987 |  |  |
|  | Francia (bandiera)     |  | Cyril Gautier                | 1987 |  |  |
|  | Lussemburgo (bandiera) |  | Kevin Geniets (stagista)     | 1992 |  |  |
|  | Francia (bandiera)     |  | Alexandre Geniez             | 1988 |  |  |
|  | Francia (bandiera)     |  | Alexis Gougeard              | 1993 |  |  |
|  | Canada (bandiera)      |  | Hugo Houle                   | 1990 |  |  |
|  | Francia (bandiera)     |  | Quentin Jauregui             | 1994 |  |  |
|  | Francia (bandiera)     |  | Pierre-Roger Latour          | 1993 |  |  |
|  | Italia (bandiera)      |  | Matteo Montaguti             | 1984 |  |  |
|  | Belgio (bandiera)      |  | Oliver Naesen                | 1984 |  |  |
|  | Francia (bandiera)     |  | Nans Peters                  | 1994 |  |  |
|  | Italia (bandiera)      |  | Domenico Pozzovivo           | 1982 |  |  |
|  | Francia (bandiera)     |  | Christophe Riblon            | 1981 |  |  |
|  | Francia (bandiera)     |  | Clément Russo (stagista)     | 1992 |  |  |
|  | Belgio (bandiera)      |  | Stijn Vandenbergh            | 1984 |  |  |
|  | Francia (bandiera)     |  | Alexis Vuillermoz            | 1988 |  |  |

## Palmarès

### Corse a tappe
World Tour
- Tour de Suisse

6ª tappa (Domenico Pozzovivo)
- Tour de France

12ª tappa (Romain Bardet)
Continental
- Tour du Haut-Var

1ª tappa (Samuel Dumoulin)
2ª tappa (Julien Simon)
- Tour of the Alps

4ª tappa (Matteo Montaguti)
- Tour de l'Ain

4ª tappa (Alexandre Geniez)
- Tour du Limousin

2ª tappa (Alexis Vuillermoz)
3ª tappa (Alexandre Geniez)
Classifica generale (Alexis Vuillermoz)

### Corse in linea
Continental
- Grand Prix de Plumelec-Morbihan (Alexis Vuillermoz)
- La Poly Normande (Alexis Gougeard)
- Grand Prix d'Isbergues (Benoît Cosnefroy)
- Tre Valli Varesine (Alexandre Geniez)
- Parigi-Bourges (Rudy Barbier)

### Campionati nazionali
- Campionati francesi

Cronometro (Pierre-Roger Latour)
- Campionati belgi

In linea (Oliver Naesen)

## Classifiche UCI

### Calendario mondiale UCI
Individuale
Piazzamenti dei corridori della AG2R La Mondiale nella classifica individuale dell'UCI World Tour 2017.
| Pos. | Ciclista            | Punti |
| ---- | ------------------- | ----- |
| 19   | Romain Bardet       | 1 464 |
| 24   | Domenico Pozzovivo  | 1 275 |
| 40   | Oliver Naesen       | 910   |
| 42   | Alexis Vuillermoz   | 881   |
| 79   | Jan Bakelants       | 515   |
| 108  | Mathias Frank       | 304   |
| 141  | Rudy Barbier        | 166   |
| 149  | Pierre-Roger Latour | 155   |
| 192  | Cyril Gautier       | 95    |
| 234  | Hugo Houle          | 64    |
| 238  | Ben Gastauer        | 62    |
| 241  | Quentin Jauregui    | 60    |
| 257  | Hubert Dupont       | 52    |
| 267  | Mikaël Cherel       | 46    |
| 272  | Axel Domont         | 43    |
| 284  | François Bidard     | 38    |
| 298  | Gediminas Bagdonas  | 34    |
| 313  | Matteo Montaguti    | 27    |
| 315  | Nans Peters         | 26    |
| 326  | Alexandre Geniez    | 24    |
| 335  | Stijn Vandenbergh   | 22    |
| 341  | Alexis Gougeard     | 21    |
| 362  | Julien Duval        | 13    |
| 363  | Clément Chevrier    | 13    |
| 396  | Nico Denz           | 5     |
| 428  | Julien Bérard       | 1     |

Squadra
La squadra AG2R La Mondiale ha chiuso in nona posizione con 6 316 punti.